# 祐州 (陳朝)
祐州，是南北朝的州。
陈文帝天嘉二年（561年），南陈分荆州的南平郡、宜都郡、罗郡、河东郡设置南荆州，治所在松滋（今湖北省松滋市西北长江南岸）。南平郡（治今湖北省公安县西南）下辖夷陵县、夷道县、宜昌县、归化县、佷山县；宜都郡（治今湖北省枝江市）下辖孱陵县、作唐县、公安县、安南县、永安县。光大二年（568年），南陈设荆州，南平郡属荆州。南荆州改为祐州，下辖宜都郡。开皇九年（589年）祐州废入荆州。